# Helene Stöcker
Helene Stöcker (nacida el 13 de noviembre de 1869 en Wuppertal; fallecida el 24 de febrero de 1943 en Nueva York) fue una pacifista, feminista y publicista alemana.  

## Biografía
Criada en un hogar calvinista, asistió a una escuela para niñas centrada en la racionalidad y en la ética. Se mudó a Berlín para seguir con su formación y consiguió estudiar en la Universidad de Berna, donde se convirtió en una de las primeras mujeres alemanas en obtener un doctorado. Fundó en 1903 la "Bund für Mutterschutz und Sexualreform" para la protección de madres solteras y sus hijos. También se convirtió en editora de la revista de la organización, llamada Mutterschutz, entre 1905 y 1908, y luego de Die Neue Generation, entre 1906 y 1932. 
Sus posturas liberales acerca de la sexualidad (en particular la homosexualidad) eran consideradas excesivamente radicales para mucha gente de su época. En 1909, aunó fuerzas con Magnus Hirschfeld para presionar con éxito al parlamento alemán para que no incluyera a las mujeres lesbianas en la ley que criminalizaba la homosexualidad. La filosofía novedosa e influyente de Stöcker, que se conocía como la Nueva Ética, se caracterizaba por la igualdad de los hijos ilegítimos, por la legalización del aborto y por la educación sexual, todo ello tomando como base la creación de relaciones más cercanas entre hombres y mujeres, que terminarían por lograr la igualdad política y social de las mujeres.
Durante la Primera Guerra Mundial y el periodo de la República de Weimar, los intereses de Stöcker se trasladaron a actividades del movimiento pacifista. En 1921 fundó en Bilthoven (Países Bajos), junto a Kees Boeke y Wilfred Wellock, el "Internationale der Kriegsdienstgegner", una unión internacional de pacifistas. Entre 1929 y 1932, Stöcker adoptó una última postura a favor del derecho al aborto. Después de que una encíclica del Papa, la Casti connubi (emitida el 31 de diciembre de 1930) denunciara el sexo sin intención de procrear, la Liga Mundial para la Reforma Sexual colaboró con los partidos socialista y comunista para lanzar una última campaña contra el párrafo que prohibía el aborto. Stöcker sumó su voz a una campaña que finalmente fracasó.
Cuando los nazis obtuvieron el poder en Alemania, Stöcker huyó primero a Suiza y posteriormente a Inglaterra. Cuando los nazis invadieron Austria, Stöcker asistía una conferencia de escritores PEN en Suecia cuando estalló la guerra, y permaneció allí hasta que los nazis invadieron Noruega, tras lo cual cogió el tren Transiberiano a Japón y finalmente acabó en Estados Unidos en 1942. Se mudó a un apartamento en Riverside Drive en Nueva York y murió allí de cáncer en 1943.

## Obras publicadas

### Libros
- 1906 - Die Liebe und die Frauen. Ein Manifest der Emanzipation von Frau und Mann im deutschen Kaiserreich.
- 1928 - Verkünder und Verwirklicher. Beiträge zum Gewaltproblem.

### Trabajos
- Frauen-Rundschau, 1903-1922
- Mutterschutz, newspaper of the Bund für Mutterschutz, publicado de 1905 a 1907.
- Die Neue Generation, 1908-1932.